# Ammophila fernaldi
Ammophila fernaldi es una especie de avispa del género Ammophila, familia Sphecidae.

## Taxonomía
Fue descrito por primera vez en 1938 por Murray. 